# Кайруан
Кайруа́н (на арабски: القيروان, Al-Qayruān – Керванът), също Каирван, Керуан или Кайруан, е град в Северен Тунис, административен център на провинция Кайруан.
Той е най-святото за мюсюлманите място в Магреб и 4-тият по святост град за исляма. От 1988 г. е обект на световното културно наследство на ЮНЕСКО.

## География
Автомобилен и железен път го свързват със Сус, който се намира на 61 km на изток.
Населението на града е 139 070 души според преброяването от 2014 г.

## История
Кайруан е основан в 670 г. от Укба ибн Нафи (племенник на Амра ибн ал-Аса) на мястото на стара византийска крепост с цел създаване на плацдарм за арабско завоюване на Северна Африка. В Средновековието е столица на Ифрикия, отначало при Аглабидите, а после и при Фатимидите и Зиридите.
След основаването на му градът става жертва на постоянни нападения от бедуините от племето хилал, което принуждава местната власт в XI век да пренесе столицата на арабско-мавърски Магреб в Тунис. Оттогава насетне той се развива и оформя като отделен от столицата тържищен град за набавяне на бедуинските племена в Сахара с продоволствия и стоки за бита. Следва да се има предвид, че през VII–VIII век климатът в целия регион на Северна Африка със Сахара се изменя, добивайки днешните характеристики, за разлика от античността, когато е бил значително по-влажен и студен, т.е. благоприятен за развитието на цивилизации от класически тип, подобно на Пунически Картаген.

## Забележителности
В Кайруан са запазен много джамии, сред които е съборната джамия в Кайруан, издигната заедно с града в 670 г. Нейното здание много наподобява на крепост с 35-метровото си минаре, което е паметник от епохата на Аглабидите. Материалите за ейното изграждане са взети от разрушения от арабите Ел-Джем. За построяването на джамията и града са използвани и 414 антични колони от римско-византийската епоха в Бизацена. В 1057 г. джамията е силно повредена от набег на бедуини от пустинята.
В Кайруан има гробница на спътник на Мохамед и кръгъл 73-метров басейн от IX век. Тези паметници се намират на територията на древната медина и са оградени със защитна стена.
- Голямата джамия нощем
- Голямата джамия
- Голямата джамия
- Базар